# المعهد العربي لإنماء المدن
المعهد العربي لإنماء المدن، هو مؤسسة علمية استشارية تهتم بالمدينة في كافة مجالاتها واختصاصاتها وأغراضها، وبالمدن العربية والشئون البلدية بصفة خاصة، وهو جهاز منظمة المدن العربية المتخصص في مجالات التدريب والأبحاث والاستشارات والتوثيق وكل ما من شأنه دعم وتحقيق أهداف المنظمة، المعهد منظمة غير حكومية ولا يهدف للربح، ومقره الدائم مدينة الرياض عاصمة المملكة العربية السعودية.

## التأسيس
بدأ المعهد العربي لإنماء المدن ممارسة أنشطته بصورة فعلية عام 1980، ويعمل في مجال البحوث الحضرية والاستشارات الفنية، ويقدم المعهد العربي لإنماء المدن خدماته لأكثر من 400 مدينة وبلدية يمثلون 22 دولة عربية، وقد راعى في تنفيذ هذه الأنشطة أن تكون متصلة بالواقع العربي ومتطلبات الإصلاح والتطوير لرفع مستوى الخدمات والمرافق البلدية في المدن العربية.

## اختصاصات المعهد
يعمل المعهد على فع مستوى المدينة العربية وتطويرها مع الحفاظ على هويتها العربية وخصائصها التاريخية، وتراثها الحضاري والعمراني وإبراز أصالتها وسماتها المميزة، وتوثيق الصلات وتعزيز التعاون فيما بين المدن العربية وبينها وبين المنظمة والمعهد والمدن والهيئات الأخرى ذات العلاقة بمجالات نشاطها، وتحديد مشاكل المدن والإدارات البلدية فيها والعمل على تذليل الصعوبات والمشاكل التي تعيق تقدمها ونموها وتطويرها وذلك عن طريق تقديم الخبرات العلمية والفنية والإدارية إليها أو عن طريق نقل نشاط المعهد العلمي والتطبيقي إلى المدن ذاتها استجابة لدعوه منها عند الاقتضاء، وإجراء الدراسات والبحوث عن المدينة العربية في المجالات الاقتصادية والاجتماعية والفنية والمعمارية والبيئية وغيرها، وتقديم الخدمات الاستشارية والخبرات المهنية والتخصصية للمدن العربية في مجالات التخطيط الحضري والإسكان والخدمات البلدية وغير ذلك من المجالات التي يمارسها المعهد، وإعداد عناصر قادرة ومؤهلة لإدارة المدن وفق الأساليب والوسائل العلمية الحديثة المتبعة في هذا المجالل، وإنشاء مركز أو أكثر لجمع المعلومات والبيانات والإحصاءات والوثائق عن المدن العربية.

## برامج المعهد
ينشط المعهد في أربع برامج رئيسية هي:
- برنامج إستراتيجية تنمية المدن : تهدف استراتيجيات تنمية المدن إلى مساعدة المدن للوصول إلى رؤية مشتركة لمستقبلها وأولوياتها المحلية في العمل على تخفيف الفقر الحضري، وتحسين مستوى مستوطناتها العشوائية، وتطوير البنيات التحتية، ودعم الحكم الجيد، وتيسير عمليات التنمية الاقتصادية المحلية. وبهذا فإن الإستراتيجية تساعد المدن على العمل بطريقة أكثر فاعلية مع المجتمع المدني والشركاء الداعمين لتحسين مساهماتهم في التنمية الوطنية.
- المرصد الحضري : يقوم برنامج المراصد الحضرية بالمعهد على القيام بحملات التحفيز والعمل على استقطاب الدعم المالي والفني لإنشاء وتشغيل مراصد حضرية في أكبر عدد من المدن العربية، كما يعمل المعهد على توفير كافة الأسس اللازمة لإنشاء المراصد الحضرية من خلال توفير الخبراء المتخصصين في المراصد الحضرية وتوفير المواد التدريبية وتقارير الدراسات والمعلومات ذات الصلة.
- برنامج الأطفال والشباب : يأتي برنامج الأطفال والشباب في الشرق الأوسط وشمال أفريقيا استجابة من المعهد العربي لإنماء المدن والبنك الدولي لإعلان عمان الذي صدر عن مؤتمر الأطفال والمدينة الذي نظمه المعهد والبنك الدولي وأمانة عمان الكبرى في ديسمبر من عام 2002، وقد دعا لإنشاء صندوق اقليمي يسهم في تمويل المشروعات البلدية والمحلية الموجهة للأطفال في المدن العربية.
- برنامج الفقر الحضري : اهتم المعهد العربي لإنماء المدن بالفقر الحضري من خلال برنامج مساعدة المدن والادارات المحلية في اعداد وتنفيذ البرامج والمشروعات لتخفيف حدة الفقر الحضري، وتقييم التجارب ودراسة أفضل الممارسات المرتبطة بمشروعات مكافحة الفقر الحضري في بعض المدن العربية ومن خلال تدريب وتأهيل الكوادر العاملة في البلديات والادارات المحلية، فيما يتعلق بالإعداد والاشراف والتنفيذ والمتابعة لبرامج ومشروعات التخفيف من حدة الفقر الحضري. كما يعمل المعهد على تعزيز دور القطاع الخاص ومنظمات المجتمع المدني والمنظمات الإقليمية والدولية في تخفيف حدة الفقر الحضري.

## بعضاً من الأبحاث المقدمة للمعهد
- ارتباط التخطيط العربي بتخطيط المدينة العربية ومشكلاتها التخطيطية
- نمو المدن العربية وعلاقته بالتخطيط القومي الشامل
- ارتباط التخطيط القومي الشامل بتخطيط المدينة العربية
- العلاقة بين تخطيط المدينة والتخطيط القومي وحل مشكلات المدينة
- ارتباط التخطيط القومي الشامل بتخطيط المدينة العربية ودراسة مشاكلها التخطيطية
- التخطيط الإقليمي: حلقة الوصل بين التخطيط القومي والتخطيط المدني
- ارتباط التخطيط القومي الشامل بتخطيط المدينة ودراسة المشكلات التخطيطية للمدينة العربية
- ارتباط التخطيط القومي الشامل بتخطيط المدينة ومشكلاتها التخطيطية
- ارتباط التخطيط القومي الشامل بتخطيط المدينة العربية
- ارتباط التخطيط القومي الشامل بتخطيط المدينة العربية ومشكلاتها
- علاقة التخطيط القومي الشامل بالمشكلات التخطيطية للمدينة العربية
- مفهوم القاهرة القديمة والحديثة وأثره في تخطيط قاهرة المستقبل.[3]

## انظر ايضاً
- الرياض

## وصلات خارجية
الموقع الرسمي للمعهد العربي لإنماء المدن